# Outlaw Players
Outlaw Players est un manga français (manfra ou global-manga), du dessinateur et scénariste Shonen, publié à partir de 2016 par l'éditeur Ki-oon.
Cette série de 13 volumes, du genre isekai (fantasy), est publiée au Japon par la maison d'édition Kodansha. Elle rejoint le cercle très fermé des œuvres françaises ayant su s’exporter au pays du manga.

## Synopsis
Thera est un monde virtuel révolutionnaire, un jeu de rôle en ligne multijoueur (MMORPG ) qui attire des millions d'utilisateurs. Mais le jeune Sakuragi, dit Sakuu, se retrouve un jour piégé dans le jeu et incapable de se déconnecter. Et il n’est pas le seul dans cette situation : sa route croise celle d’autres joueurs victimes du même problème. Pour ces “Outlaw Players”, le game over n’est pas une option. Ils devront s’endurcir, explorer, apprendre, et survivre.

## Personnages
- Sakuragi, dit Sakuu est un combattant (warrior) que son statut d'irrégularité a doté d'une grande endurance. Prisonnier du jeu, il forme avec d'autres irrégularités une guilde, les "Outlaw Players".

- Okoto est une magicienne d'une grande agilité grâce à son irrégularité. Elle se bat à l'aide d'un criterium, dont la mine est aussi solide et tranchante qu'une lame. Elle peut également faire apparaître des monstres qu'elle a déjà rencontrés et les contrôler le temps d'une action. Dans le monde réel, il s'agit en fait d'un homme.

- Aefka, le frère d'Okoto, lui aussi une irrégularité, apparaît dans Thera sous la forme d'un petit être volant. Il parle un langage compréhensible seulement par Okoto.

- Marjorie, une amie de Sakuragi, est spécialisée dans les soins. C'est elle qui a incité ce dernier à tester Thera, et l'a ensuite retrouvé par hasard dans le jeu.

## Liste des volumes
| no | Français         | Français       |
| no | Date de sortie   | ISBN           |
| -- | ---------------- | -------------- |
| 1  | 7 juillet 2016   | 978-2355929717 |
| 2  | 8 septembre 2016 | 978-2355929908 |
| 3  | 8 décembre 2016  | 979-1032700150 |
| 4  | 9 mars 2017      | 979-1032700747 |
| 5  | 6 juillet 2017   | 979-1032700952 |
| 6  | 7 décembre 2017  | 979-1032701584 |
| 7  | 5 juillet 2018   | 979-1032702697 |
| 8  | 29 mars 2019     | 979-1032703434 |
| 9  | 5 décembre 2019  | 979-1032705209 |
| 10 | 2 juillet 2020   | 979-1032706428 |
| 11 | 26 août 2021     | 979-1032708156 |
| 12 | 19 janvier 2023  | 979-1032711569 |
| 13 | 7 décembre 2023  | 979-1032715802 |

## Genèse de l'œuvre
Outlaw Players est à l'origine une bande dessinée en ligne publiée à partir de 2002 avant d'être mise en pause et pensée comme « une succession d'anecdotes sur les jeux vidéo en ligne, plus tournée vers l'humour qui repose sur des mécaniques de MMO ». L'auteur, Shonen, a donc dû « reprendre le projet et réfléchir à une véritable trame ainsi qu'à un concept plus cohérents » lors de l'adaptation en série. 
Outlaw Players rejoint les manga populaires du genre isekai comme Sword Art Online ou .hack//SIGN. 
Afin de pallier le rythme de parution moins rapide qu'au Japon, les quatre premiers tomes sont terminés avant le lancement de la série et un planning trimestriel est mis en place pour les six premiers tomes. La série profite d'une campagne médiatique importante, comprenant une bande-annonce réalisée par le studio d'animation japonais Gonzo, des extraits en librairie et des publicités télévisées,.
La série est publiée dans le sens de lecture japonais par choix éditorial, « pour ne pas casser les codes du manga pour le lectorat français mais aussi dans le but de faciliter la vente de la série au Japon ».

## Accueil critique et international
En 2016, la série remporte le Daruma du meilleur manga international lors des Japan Expo Awards.
Outlaw Players est publié au Japon en 2022 par la maison d'édition historique Kodansha.